# Площадь Волкова (Ярославль)
Пло́щадь Во́лкова (бывшая Власьевская площадь, Театральная площадь) — площадь в историческом центре города Ярославля перед зданием театра имени Фёдора Волкова.

## История

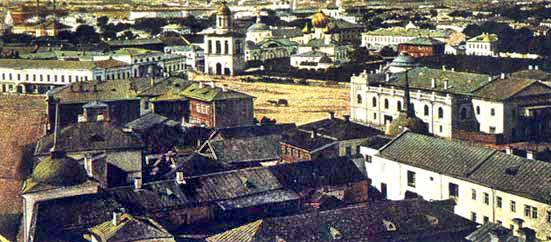
Вид на Театральную площадь с Казанской колокольни, начало XX века

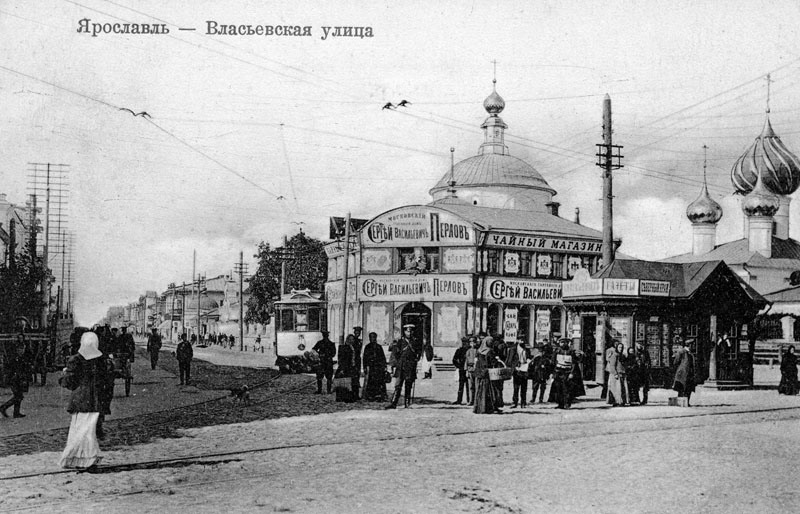
Власьевская площадь и начало Власьевской улицы, начало XX века

Площадь была образована при перестройке города по регулярному плану 1778 года и получила название Власьевская по расположенной на ней Власьевской церкви. Первоначально состояла из двух частей — в Земляном городе, на пересечении Казанской, Варваринской и Всехсвятской улиц, и в Посаде, вокруг храмов Власьевского прихода, между улицами Стрелецкой, Зарядье, Срубной и Власьевской.
В 1820 году были срыты проходившие через площадь укрепления Земляного города, на их месте возведёны Городской театр и двухэтажное здание, позже ставшее гостиницей Кокуева. Вокруг церквей построили ограду, а в 1859 году рядом разбили Власьевский сад, таким образом заняв весь участок площади между Стрелецкой и Срубной улицами.
К середине XIX века площадь перед театром стали называть Театральной. Название Власьевская площадь сохранилось за участком между Власьевской церковью, Власьевской улицей и гостиницей Кокуева.
21 июля 1918 года захватившие город коммунисты расстреляли на площади несколько сотен человек — руководителей и участников Ярославского антикоммунистического восстания.
В том же году Власьевскую площадь присоединили к Театральной. В 1933 году разрушили храмы Власьевского прихода, на их месте построили гостиницу «Ярославль».
В 1938 году площадь переименовали в площадь Волкова в связи со 175-летием со дня смерти Фёдора Григорьевича Волкова — основателя первого русского публичного профессионального театра. В 1973 году во Власьевском саду был открыт памятник Фёдору Волкову. В 1980 году снесли бывшую гостиницу Кокуева, на её месте сделали сквер, получивший неформальное название «Плешка».

## Здания и сооружения
- № 1 — Театр имени Волкова

На других улицах:
- Улица Свободы, 2 — Бизнес-центр «Ярославль»
- Первомайская улица, 2а — Власьевская башня и Знаменская церковь

## Транспорт и смежные улицы
На площади находится одна остановка общественного транспорта — «Площадь Волкова», на которой останавливается троллейбус № 1 и маршрутное такси № 99. С площадью связаны улицы: Первомайская, улица Максимова, улица Трефолева, улица Ушинского, улица Пушкина, улица Свободы и Комсомольская улица.

## Галерея

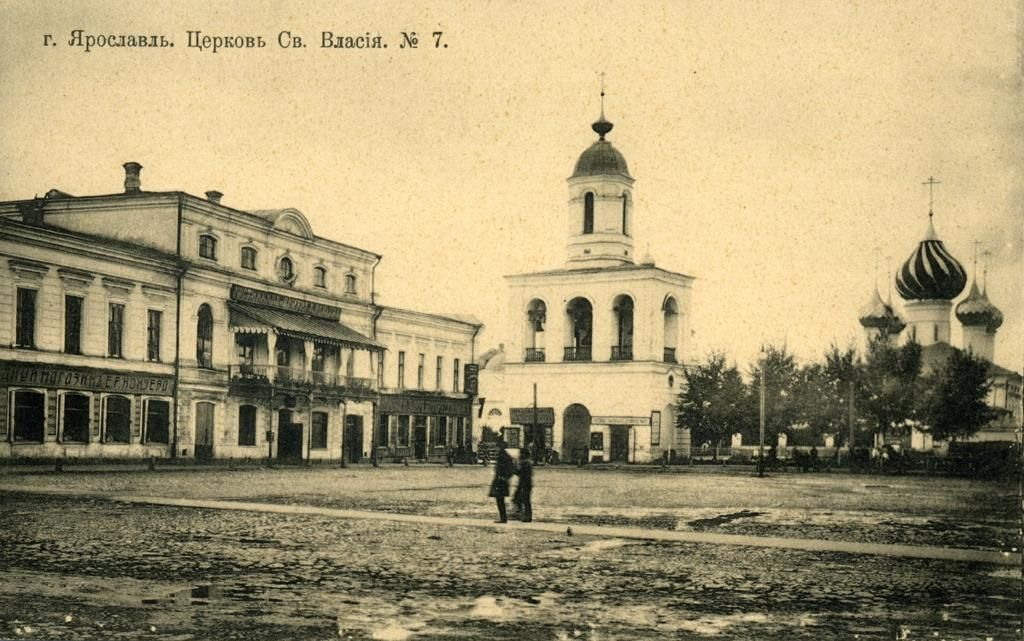
Гостиница П. Кокуева и церковь Святого Власия в Ярославле
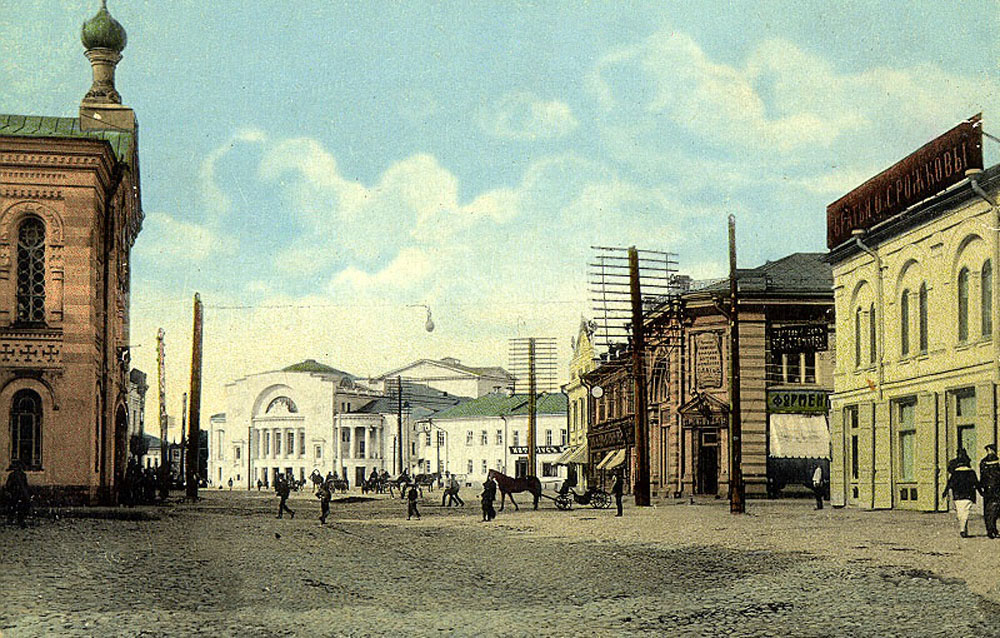
Театральная площадь, 1911-1917 гг.
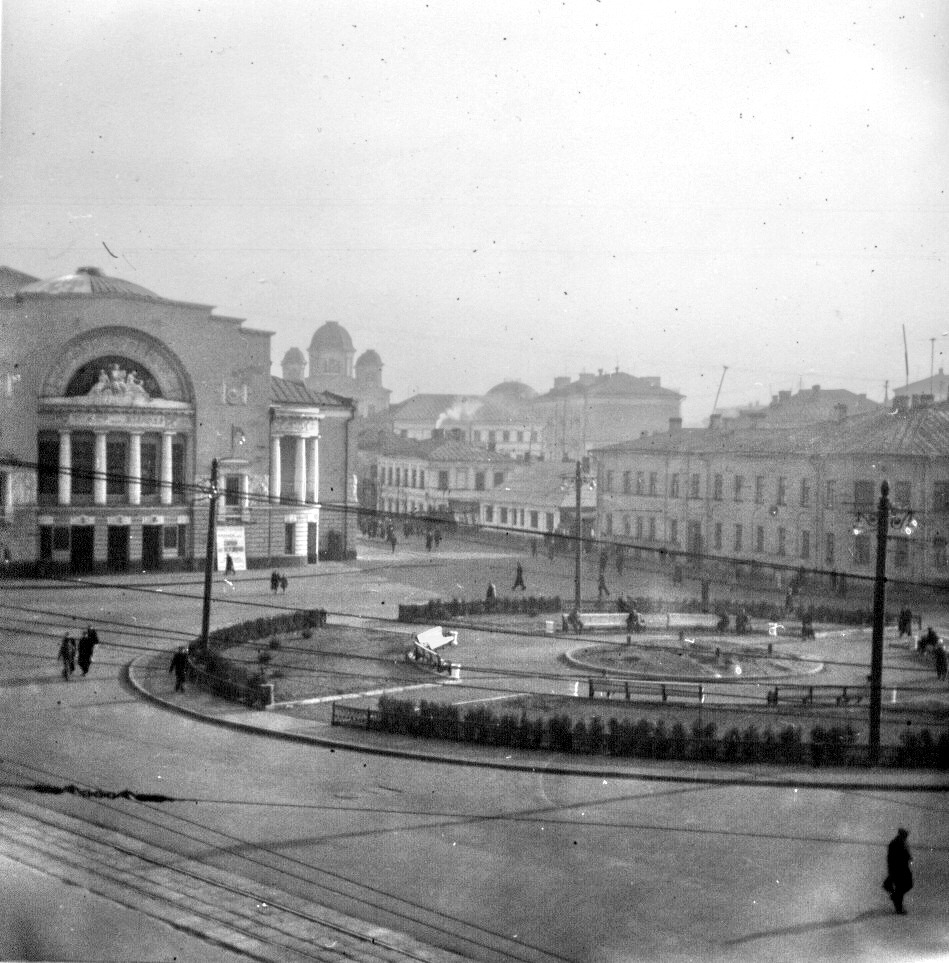
Площадь Волкова а 1959 году.
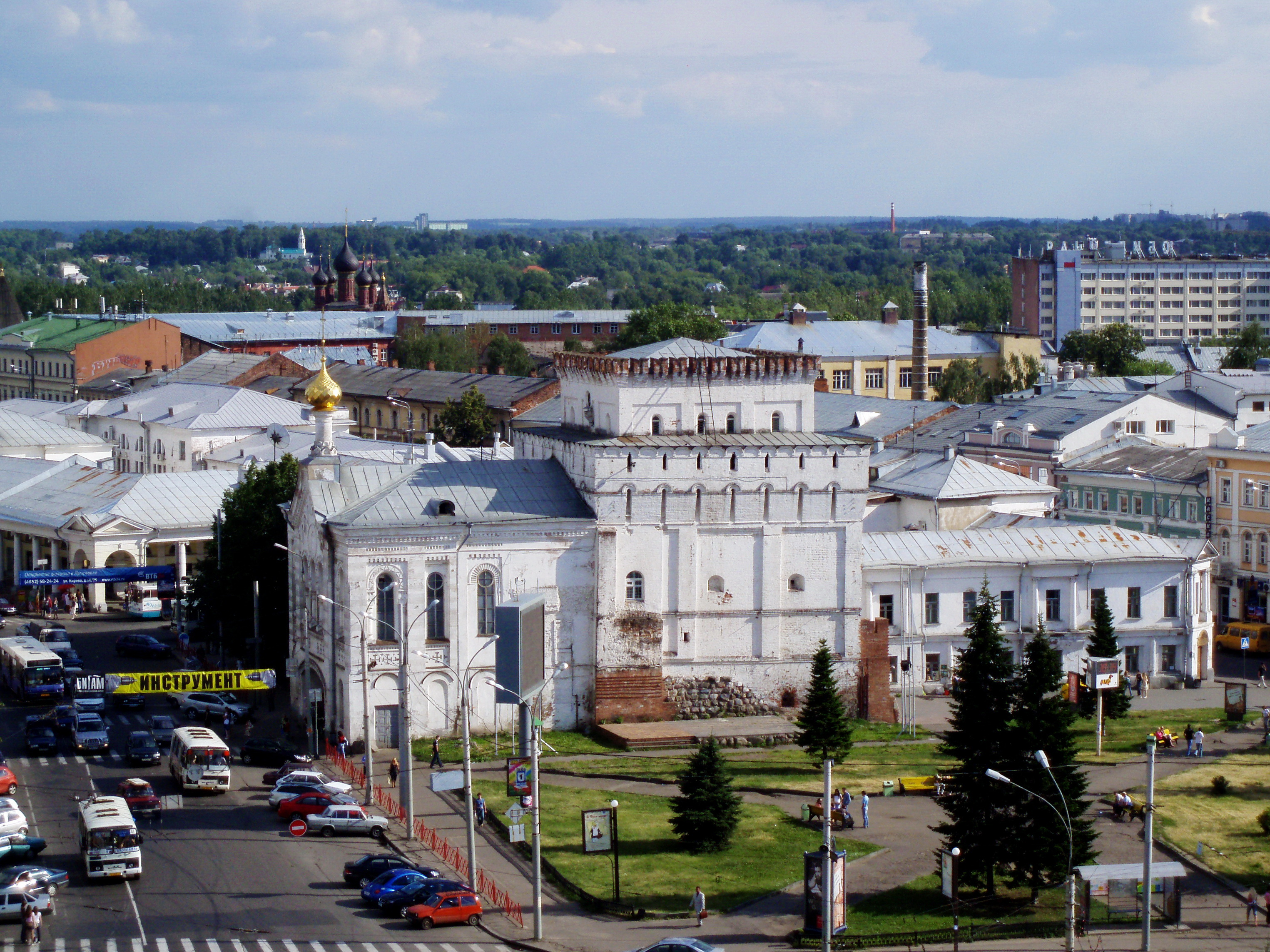
Власьевская башня и сквер на месте гостиницы Кокуева